# 451 stopni Fahrenheita
451 stopni Fahrenheita (tyt. oryg. Fahrenheit 451) – powieść dystopiczna Raya Bradbury’ego z 1953 roku. Akcja książki rozgrywa się w świecie, gdzie czytanie książek i krytyczne myślenie są zakazane. Powieść ta została w 2004 roku nagrodzona nagrodą „Retro Hugo” w kategorii najlepsza powieść.
Premiera pierwszej adaptacji filmowej miała miejsce w 1966 roku. Film Equilibrium z 2002 roku był inspirowany fabułą powieści. W 2018 roku premierę miała telewizyjna adaptacja powieści w reżyserii Ramina Bahraniego, wyprodukowana przez HBO.

## Tytuł książki
Tytuł książki oznacza temperaturę 451 stopni Fahrenheita (233 °C), w której, według fabuły książki, zaczyna się samozapłon papieru. Próby doświadczalne szacują tę wartość, w zależności od papieru, między 424 a 475 °F (218 – 246 °C).

## Świat przedstawiony w utworze

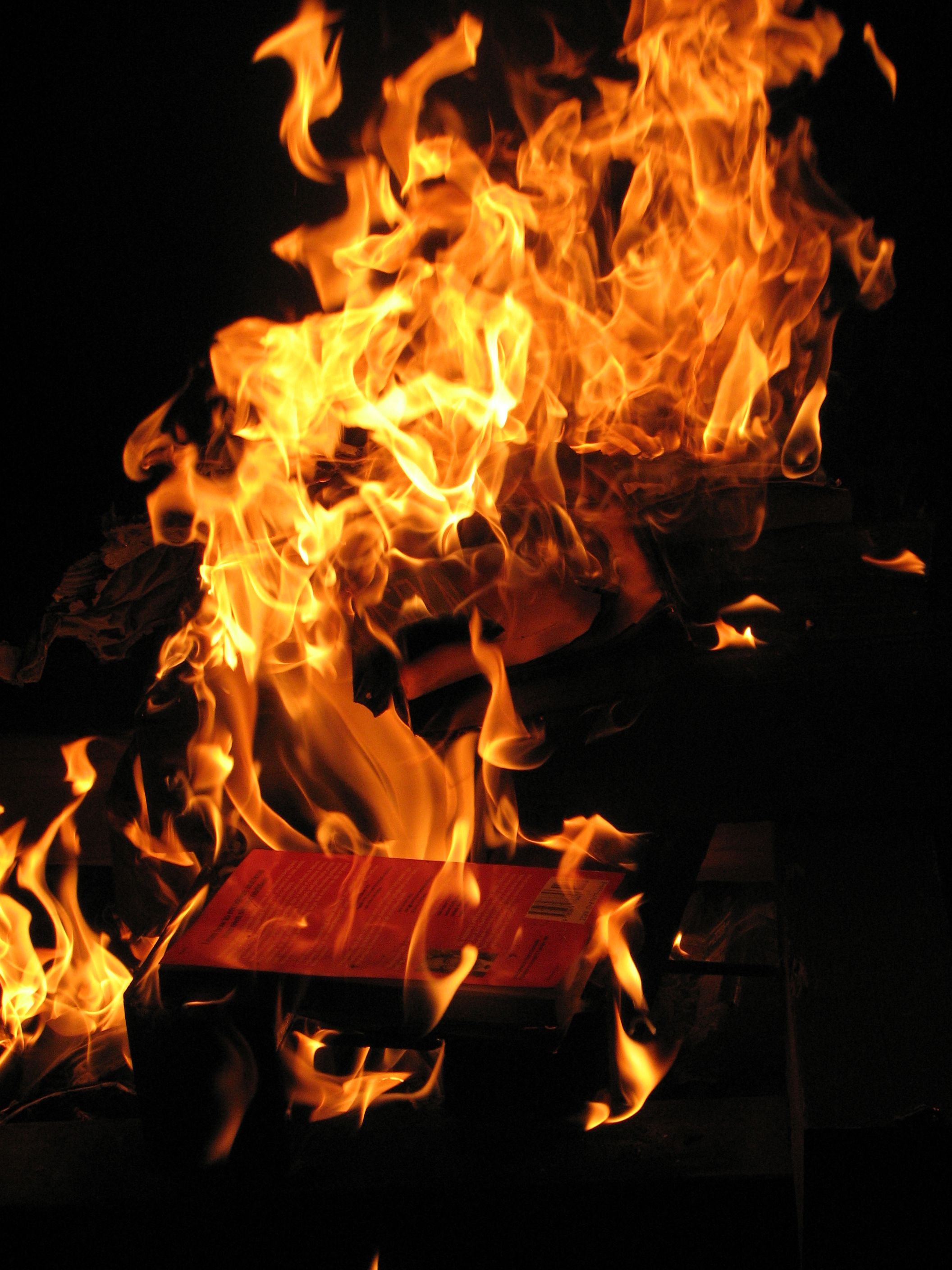
W powieści wszelkie książki są zakazane i palone

Świat, który stworzył Bradbury, to świat przyszłości, w której wielką potęgą stają się Stany Zjednoczone, uważające się za jedno z najsilniejszych państw i prowadzące bezmyślną wojnę ze wszystkimi krajami świata, jednak w samych Stanach nie odczuwa się wojny. Wysoki poziom życia, jak również zaawansowana medycyna i technologia, a także domy zbudowane z niepalnych materiałów dają mieszkańcom poczucie bezpieczeństwa.
W tym świecie zakazana została wszelka literatura: nie wolno czytać książek ani ich posiadać. Ich usuwaniem zajmują się specjalnie wyszkoleni strażacy (w wyniku rozpowszechnienia się niepalnych domów nie muszą już gasić pożarów), a znalezione przez nich książki zostają spalone. Ludzie w wielkim stopniu są zmanipulowani przez media pokazujące w kolorowych barwach nawet największe katastrofy i klęski. Zachwiana została również wartość rodziny, bo żony nie martwią się o mężów, a dzieci są traktowane jak niepotrzebny ciężar. Uczniowie na zajęciach w szkołach uczą się tylko z filmów. Odreagowują w specjalnych „wesołych miasteczkach”, gdzie gabinet luster zastąpiony został tłuczeniem szyb, a samochodziki i karuzele – superszybkimi samochodami. Dorośli swój wolny czas poświęcają interaktywnemu programowi telewizyjnemu „Rodzinka”, gdzie mogą odgrywać swoją własną „rolę”, nie ruszając się z domu.

## Fabuła
Jednym ze strażaków jest główny bohater – Guy Montag – będący strażakiem pochodzącym z rodziny, która od pokoleń pracuje w tym zawodzie, oraz jest zagorzałym przeciwnikiem literatury.
Wszystko się zmienia w momencie, gdy Guy poznaje Klarysę, swoją sąsiadkę. Podczas ich pierwszej rozmowy Klarysa zadaje mu pytanie: „Czy jest pan szczęśliwy?”. Wówczas następuje przełom w życiu bohatera oraz zachwianie jego światopoglądu. W strażaku dokonuje się przełamanie wcześniejszych oporów i odważne zadawanie sobie pytań dotyczących świata, w którym żyje.
Okazuje się, że Montag od dłuższego czasu zbiera i czyta książki, powoli dojrzewając do przekonania, że bez nich ludzie są pustymi ciałami, nieposiadającymi duszy. Montag planuje bunt, by przeciwstawić się systemowi, w którym żyje. Próbuje on nakłonić koleżanki żony do czytania poezji, jednak stwierdzają one, że poezja jest zbyt smutna żeby się nią zachwycać. Montag nawiązuje kontakt z Faberem, człowiekiem sprzeciwiającym się status quo. Wkrótce strażacy dowiadują się o książkach Montaga. Komendant zdradza Montagowi, że ma on dosyć życia w takim świecie i prosi o pomoc w samobójstwie, co Montag czyni. Po ucieczce z terenów miejskich Montag zostaje zabrany przez Fabera do grupy intelektualistów, którzy omijają zakaz posiadania papierowych książek przez zapamiętywanie poszczególnych rozdziałów znanych dzieł literatury tak aby razem potrafili odtworzyć całe książki, co według władz jest legalne. Spotkanie przerywa sygnał odległych syren ostrzegawczych oraz nalot bombowy wrogich odrzutowców, które opuszczone przez Montaga miasto całkowicie niszczą bronią nuklearną.

## Kontekst i krytyka
451 stopni Fahrenheita w zamierzeniu było książką nie tyle skierowaną przeciwko totalitaryzmowi, lecz przeciwko telewizji jako narzędziu masowej indoktrynacji. Jak twierdził Bradbury, treść powieści była poświęcona przede wszystkim temu, „jak telewizja niszczy zainteresowanie czytaniem literatury” oraz „zamienia ludzi w debili” [turned into morons]. W opinii Bradbury’ego telewizja zasypuje ludzi bezużytecznymi informacjami, nie podając ich kontekstu.
W odróżnieniu od innych systemów totalitarnych, zarówno fikcyjnych jak i historycznych, cenzura literatury w świecie 451 stopni Fahrenheita nie została nagle nakazana przez rząd, ale była rezultatem powolnego wzrostu nastrojów antyintelektualnych w społeczeństwie. Literatura została zakazana po to, żeby nie irytować antyintelektualnych obywateli, będących większością społeczeństwa w świecie powieści.
Choć 451 stopni Fahrenheita odniosło sukces wydawniczy na Zachodzie, zdaniem Stanisława Lema zadecydowała o tym infantylność książki. Dzieło Bradbury’ego, jak pisze Lem, nieproporcjonalnie podkreśla temat palenia książek w reżimach totalitarnych, które w Generalnym Gubernatorstwie podczas II wojny światowej znacznie mniej zaprzątało uwagę Polaków niż ludobójcze praktyki hitlerowskie w okupowanej Polsce: „Nie wydaje mi się, żeby tych, których tygrysy nie dojadły, można było myszami straszyć, nawet jeśli to są jakieś wściekłe myszy”.